# 味噌汁
味噌汁（みそしる）は、日本料理における汁物の一つで、だしを味噌で調味した汁に、野菜や豆腐、麸や魚介類などの食品を実としたスープ様の料理である。御味御付（御御御付、おみおつけ）ともいう。

## 概要
日本の食文化において、飯とともに提供される汁物料理の代表である。
味噌汁は、主食を食べるに際しての食欲増進の役割をおかずとともに果たすと同時に、味噌に含まれる大豆の蛋白質は、かつての低蛋白の日本食における主要な蛋白源であり、また汗とともに消耗する塩分の補給に重要な役割を果たしていた。
西洋料理のスープに相当する側面がある。パンもご飯もそれぞれ固形物であり、味に乏しく単独で食べるのは口寂しい。そこで食べ方のひとつとして、スープ・味噌汁という、塩味がある汁物と一緒に食べるという点で、両者は共通するものがある。ヨーロッパのスープの、硬くなったパンをふやかして柔らかくして食べるという側面は、ご飯と味噌汁による雑炊に類似する。
日本料理で類似するものに吸物があるが、味噌汁が飯と飲食されるのに対して、吸物は酒と飲食される肴として区別される。

### 展開
本膳料理
基本となる本膳の汁物は味噌汁とされ、膾の1品、平皿（ひらざら）と呼ぶ煮物の1品、そして焼き魚等の焼物の1品の三菜と共に、一汁三菜の汁を構成する。

懐石料理
飯と汁物と向付が最初に提供されるが、これも味噌汁が多い。

会席料理
飯と共に「止め椀」または「留め椀」（とめわん）と呼ばれる汁物が最後に提供されるが、これも味噌汁が多い。

家庭料理
おふくろの味と称される事もある。高度経済成長以降、外食産業の発展などによる食文化の変化から、かつてに比べ家庭で味噌汁を作ることは少なくなっている。

地方料理
各地で古くから作られているので、名物料理であったり町おこしの料理とされたりする。

粗食
一汁一菜の粗食生活でも、欠かせないものとされている。

## 名称
東京近郊では御味御付（おみおつけ）と呼んでいる。「おみ」は「味噌」、「おつけ」は「汁」を意味する女房言葉。江戸時代に江戸の地で使用され始めた。「御御御付」と書くこともあるが、これは「おつけ」にさらに接頭辞が付いたという民間語源説に基づくもので本来は正確ではない。
特にこの地域では味噌汁の中身の固形物のことを「具」とは呼ばず「実」と呼ぶ（「おつけの実」、など）。具と呼ぶようになったのは近年の事で、特にテレビのグルメ番組で一様に具と呼ぶようになったのが影響している（他にはおでんの種も具と呼ぶなど）。
また京言葉ではおみいのおしい。「おみい」が「味噌」、「おしい」は「お吸い」の意で「汁」に相当する。
近畿（また近畿からの開拓入植者が多い北海道）では汁を総じておつゆ（もしくは「おつい」「おつ」）と称する。おつゆをすまし汁と味噌汁を区別して使用する場合もある。
実によっては「鱈汁」、「豚汁」などのような名称を用いる。しかし、鍋物を味噌で仕立てた場合には味噌汁とは言わないのが普通である。人によっては、単に「汁」と略して呼ぶ場合もある。
日本国外、主に英語圏では「Miso soup（ミソスープ）」と呼ばれている。

## 歴史
味噌汁という料理は味噌の進歩や普及と共に広まってきた。
確認できている限りで、「味噌」の文字が初めて文献上に現れるのは平安時代である。平安時代において味噌は調味料ではなく、豆を塩漬けした保存食であり、そのままつまんで食べるものであった。また、貴族の給料や献上品として扱われており、一般庶民には縁のない食品であった。
その後鎌倉時代に入って中国大陸からすり鉢がもたらされると、粒味噌をすり潰して水に溶かして用いる味噌汁という調理法が実践されるようになった。味噌が保存食から調味料へと性格を変えるのは、味噌汁の普及による所が大きい。鎌倉時代には全国的に武士の質素倹約が奨励されるようになり、一汁一菜（主食、汁もの、おかず、香の物）という食事が考案され、武士の間で広まりを見せた。
その後の室町時代においては味噌が農民による自家製の保存食として作られ、庶民の間で調理法が試行錯誤されたことで、現代に伝わる味噌料理の殆どが確立された。同時に、味噌汁も一層の広まりを見せた。味噌汁のみに留まらない味噌の有用性はその後も広く認められて行き、江戸時代以降は味噌が日本人の食卓に欠かせないものになり、味噌屋の売上も大幅に増加した。
昭和以降はパッケージ化や工業的な味噌生産が行われるようになり、冷蔵庫で保存できるカップ入りみそや、インスタント味噌汁などの利便性を重視した製品が登場するに至っている。
調理が簡単で大量に作れるうえ、熱中症予防に効果の高い味噌汁は戦国時代に陣中食として考案されたとする説もある。里芋の茎を味噌で煮しめた芋がら縄は、ちぎって陣笠に入れて熱湯をかければ簡単に味噌汁ができる陣中食だった。石田三成は、「熱湯に焼き味噌をかき立てて飲めば、終日米がなくとも飢えたることなし」と語ったとの言い伝えがある。陣中食としての味噌汁は、むしろご飯に味噌をかけて湯を入れたものであることも多く、元々「汁かけ飯」だったものが、後にご飯と味噌汁の組み合わせに変化していったともいわれる。各地に残る味噌には、戦国武将の考案によるものとされるものがある（上杉謙信の越後味噌、伊達政宗の仙台味噌など）。
江戸時代においては、ほぼ全ての家庭の食卓に普及した。庶民にとっては、ご飯・味噌汁・漬け物の組み合わせが、一般的な食事スタイルの基本となった。これに副食が1品つくと、一汁一菜となる。江戸市中においては、毎朝売り歩く物売り（「シジミ売り」「納豆売り」）から味噌汁の実を買い、朝食時にご飯とともに食べられていた。そして朝食に限らず、食事の時の白米のご飯の付け合せの汁物として食べられている。
現在に至るも日本食の定番であり、例えば飲食店における定食の多くが、ご飯、味噌汁、そして副食の組み合わせを基本としている。

## 調理と構成
素材はだしと実と味噌と、要素は三種だけだが、鍵を握る出汁の素材の昆布の選別・削り節の削りかたや煮干しの見分け、味噌の見分けや識別など奥が深い。
調理時間は短く、10分程から長くても1時間程である。米麹や麦麹の味噌の味噌汁は、調理の際に、味噌を加えた後に強く煮立たせると、味噌の香りが揮発して風味が減じる。そのため、火を止めてから味噌を入れたり、煮立つか煮立たないかという時点（この状態を「煮えばな」という）で火を止めることもある。例外として、八丁味噌に代表される東海地方の赤味噌（赤だし味噌）に関しては、豆麹のため、味噌を加えた後に煮立たせてもよい。簡易的には、ダシ入り味噌と乾燥ワカメや麩を入れたカップにお湯を注ぐだけで完成する。煮立たせてもよい赤だし味噌は、朝食時に1日分を作り、昼食、夕食時には、鍋を火にかけるだけで済む。

### 味噌
使用する味噌は様々だが、地域別で見ると赤味噌が好まれる地域・白味噌が好まれる地域などに区分することができ、それがそのままその地域の代表的な味噌の銘柄にもなっていることも多い（味噌を参照）。しかし、戦後の食料不足の折りに信州味噌を高温で3か月で発酵させる技術で国をあげた大量生産がはじまり、これがもとで全国的に普及し、今もなお信州味噌を使う家庭も多い。また、赤味噌と白味噌をブレンドする場合もある。有名な例としては、西京味噌と八丁味噌をブレンドした味噌汁がある。
一杯分の味噌の使用量は15gが標準とされているが、椀の大きさや好み、使用する味噌の違いなどによって若干幅がある。汁としての塩分濃度は概ね1%程度である。

### だし
だしの材料は、昆布・煮干し・鰹節・削り節などが主に使われる。それぞれ単独で使う事もあれば、2種以上をミックスした「合わせだし」を用意する事もある。これも様々であるが、近年は固形や顆粒状のインスタント製品（だしの素などと呼ばれる）を使うことがある。また味噌自体にだしの成分を混ぜ、「だし入り味噌」として売られる物もある。

### 主な実
味噌汁の実には、季節や地方風土により様々でありここに一例を記す。
| - ワカメ -- 乾物や塩蔵ワカメ、メカブなど - 昆布・とろろ昆布 - アオノリ・板海苔 - アオサ - ヒジキ - シジミ・アサリ -- 貝ごと洗って水から入れ、全てが口を開いたら味噌を加える。 - タラ - 鮭 - エビ・カニ -- 丸ごと、もしくは身を食べた後に、頭部の残殻を実にする。 - あら - 魚から身を切り出した残り（骨や頭など）を利用するもの。 | 根菜類・芋類を主な具とした味噌汁ではけんちん汁が知られている。 - 葱 -- 各地域の葱が使用される。白葱を大きめに切って実とした味噌汁は根深汁という。 - 芋類 - 馬鈴薯 -- 水から入れる。 - 薩摩芋 -- スキー汁。 - 長芋 - 山芋 - 里芋 - 根菜 - 大根 -- 水から入れる。イチョウ切りや短冊切りにする。茎や葉も実となる。 - 人参 -- 水から入れる。 - 牛蒡 -- 水から入れる。豚汁には欠かせない食材。 - 蓮根 - カブ - 青菜 -- ホウレンソウ、小松菜など。 - レタス -- 九州～沖縄などで見られる。 - フキ - キノコ類 - ナメコ -- ぬめりを落として入れることもある（そのままでも問題はない）。独特の舌触りを楽しむ。 - エノキタケ - シイタケ - シメジ - エリンギ - ミョウガ -- 小口切りにして吸い口として使われる。 - 玉葱 - キャベツ - 茄子 -- 切り方や、皮をむくむかないなどで地域差や個人差がある。 - ミツバ -- 最後に入れる - 白菜 - 南瓜 -- 水から入れる。 - もやし - ヘチマ -- 沖縄地方などで見られる。 - セリ - 胡瓜 -- 富山県や東北地方などで見られる - 枝豆 -- 山形県などで見られる。 - 韮 - 生姜 -- 摩り下ろして入れる。 - 秋葵 - 筍 - 食用菊 -- 山形県で見られる。 - とうもろこし--山形県で見られる。 | - 豆腐類 -- 豆腐、油揚げ、厚揚げ（生揚げ） - 納豆（納豆汁） -- 叩き割ったりすりつぶしてから入れることもある。 江戸では納豆を刻み、ネギも加えて味噌汁に入れるばかりになった物を、納豆売りが売り歩いた。 - ちくわ - 麩 -- 焼き麩。 - そうめん -- 茹でてから入れる。 - コンニャク | - 鶏卵 -- 味噌を入れてから入れる。 - 豚肉 -- 豚汁。ゴボウや芋など根菜を一緒に入れたりすることが多い。 - 柚子 -- 風味づけとして果皮を入れる。 - 天かす -- 椀に盛ってから散らす場合がある。 |

### ギャラリー

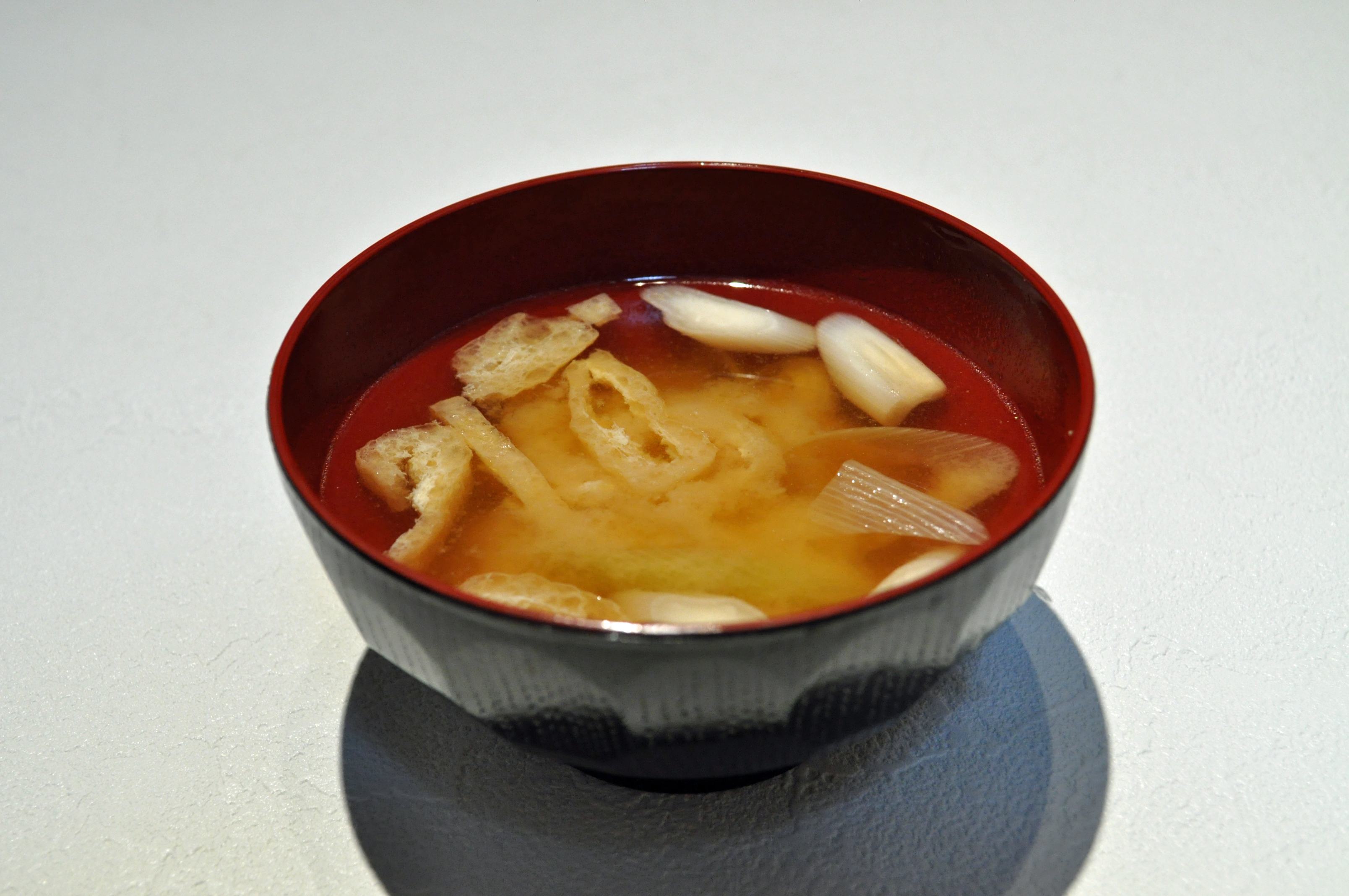
油揚げとネギ
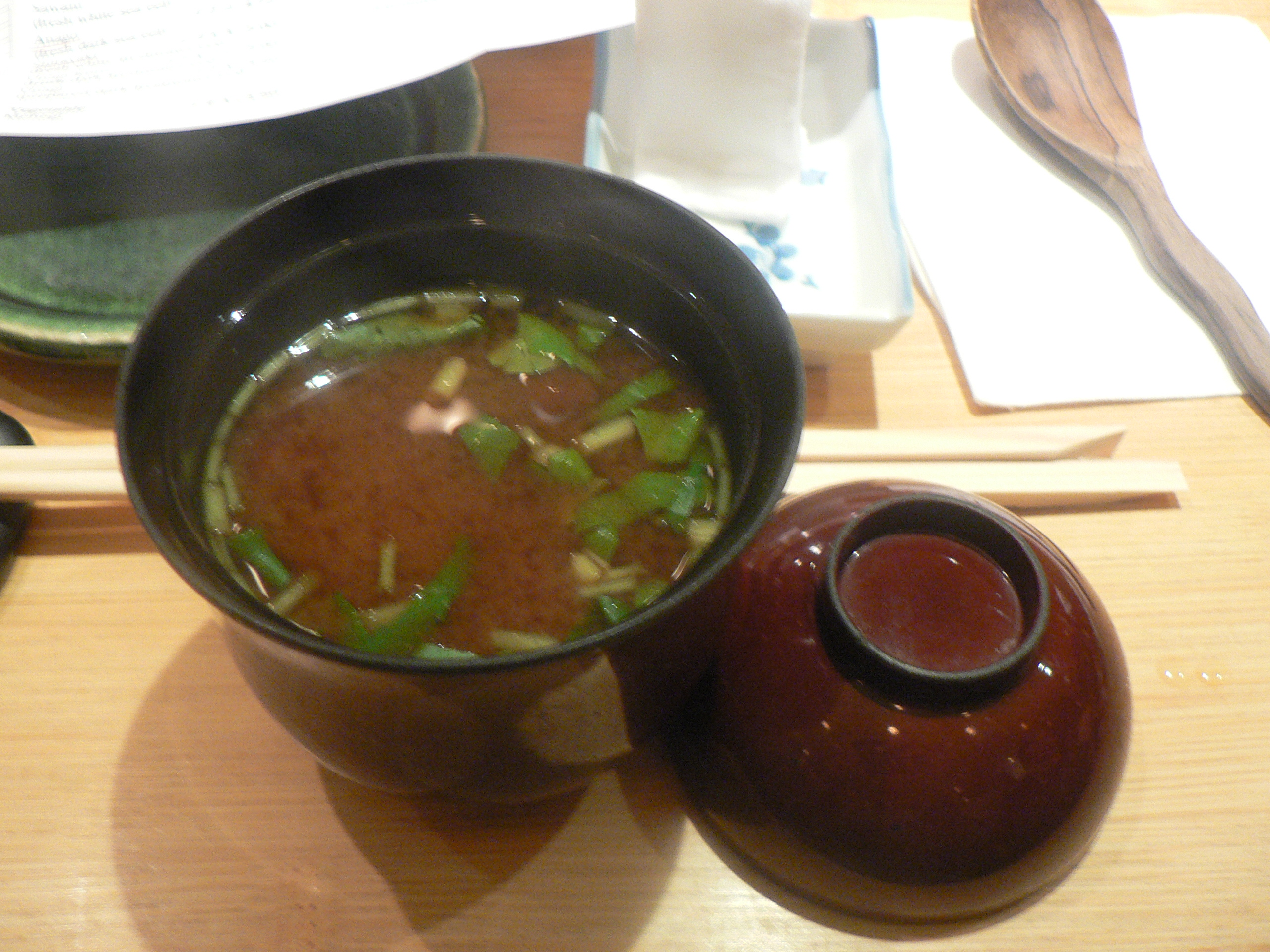
赤味噌を使用したもの
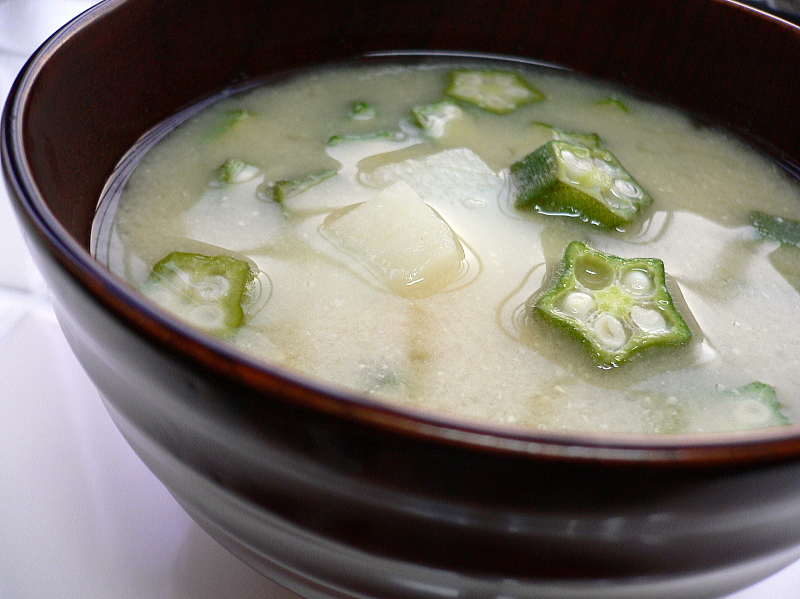
オクラと長芋
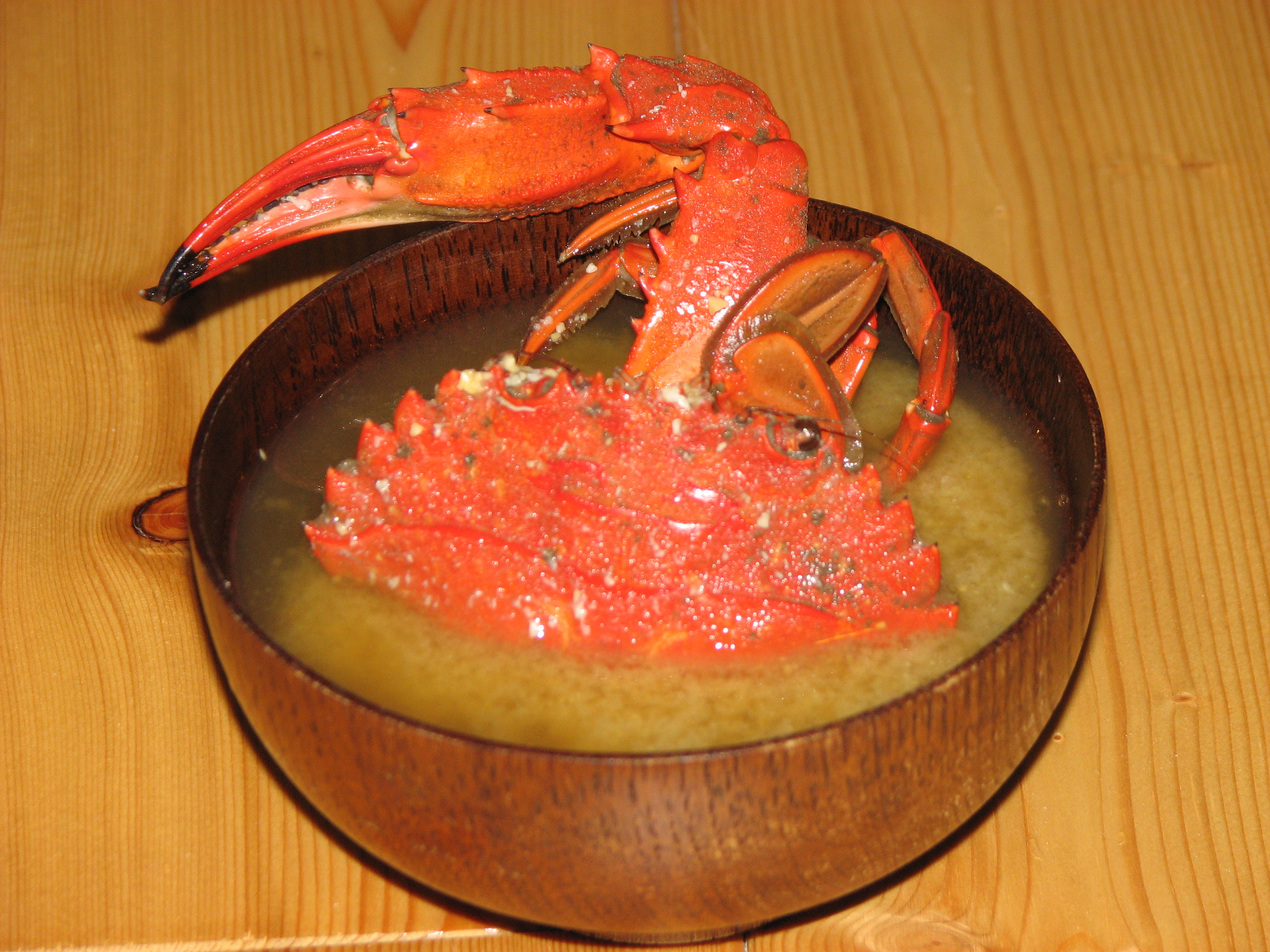
カニ
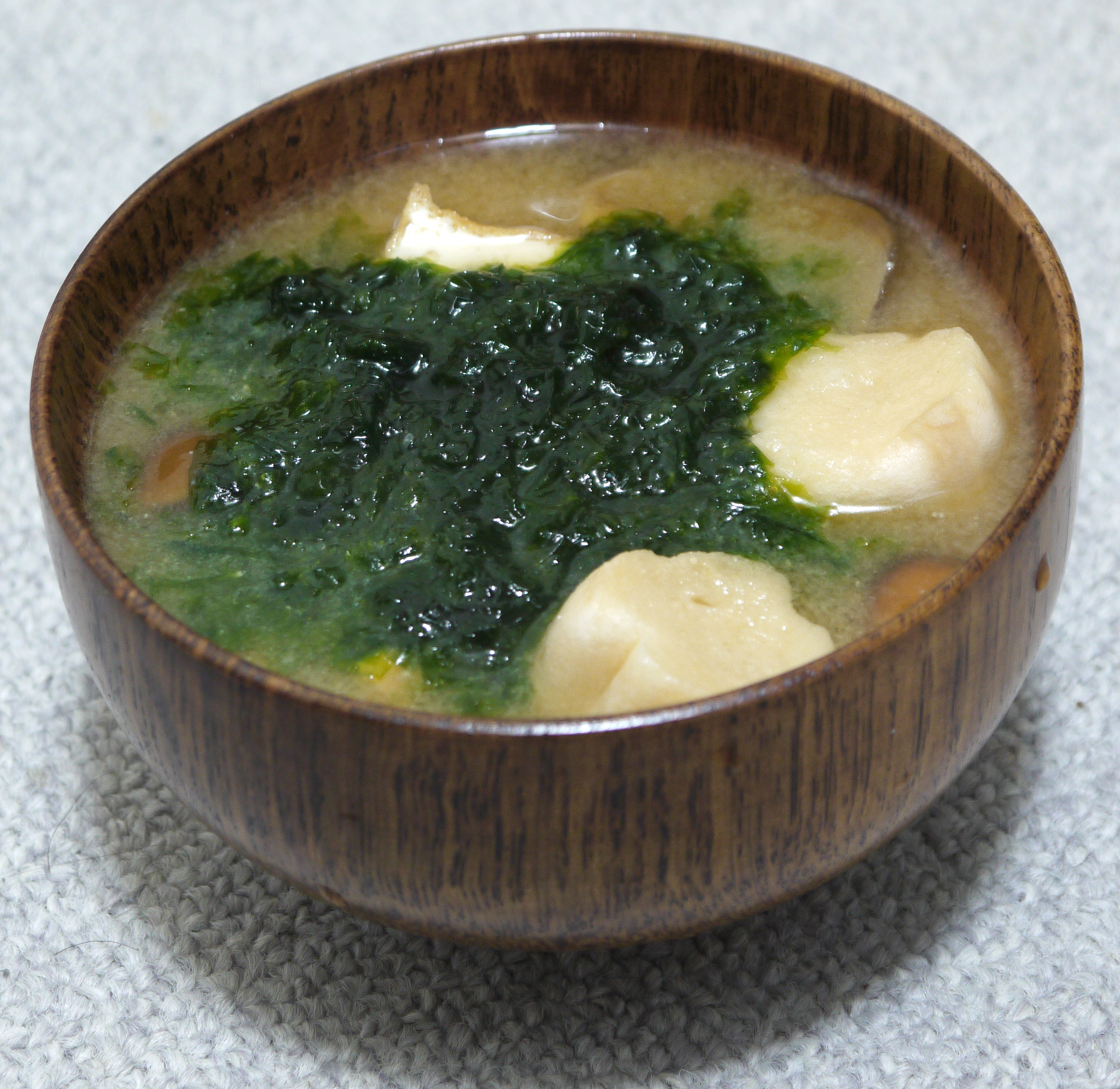
麩と青のり
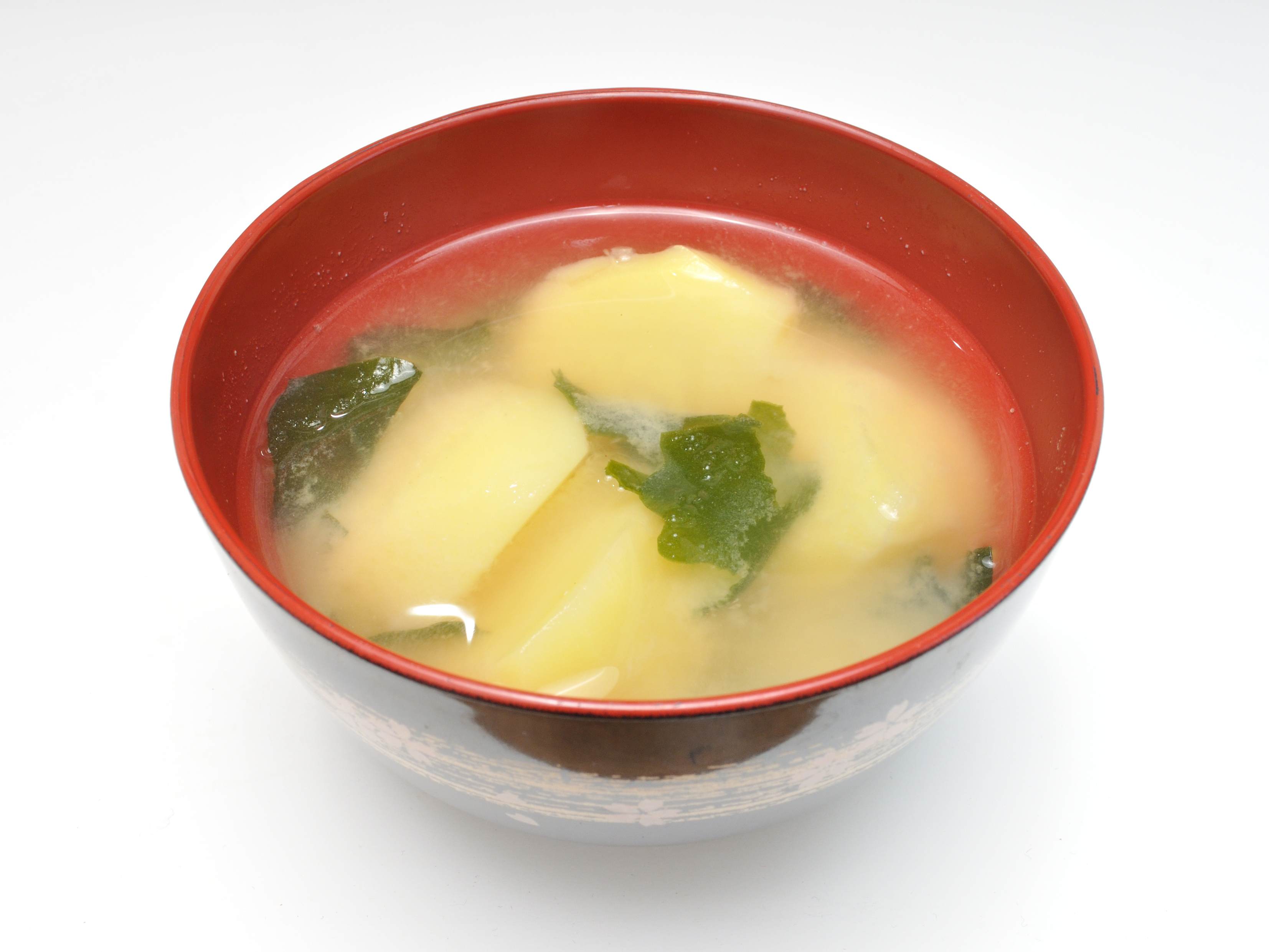
ジャガイモとワカメ
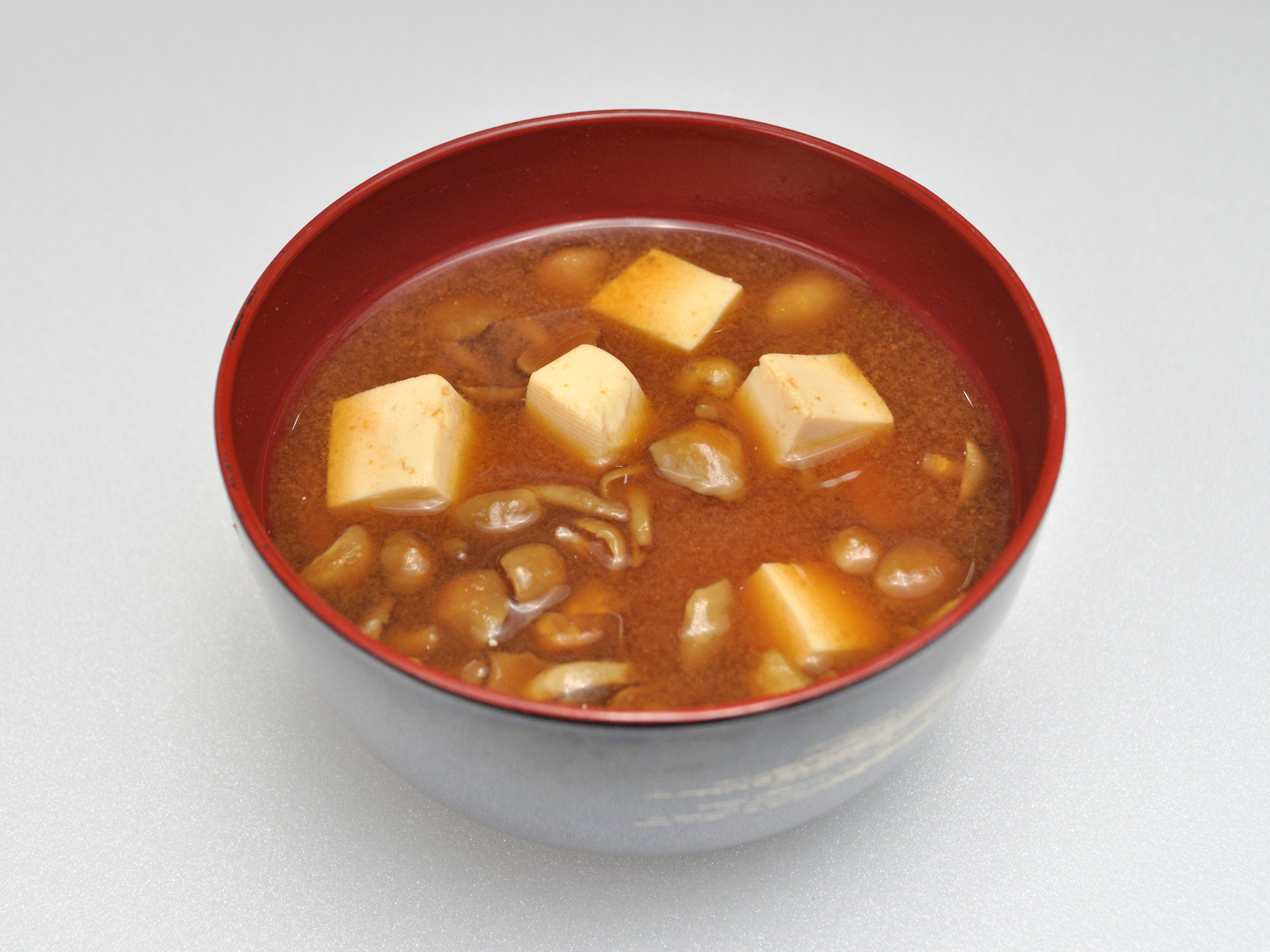
ナメコと豆腐
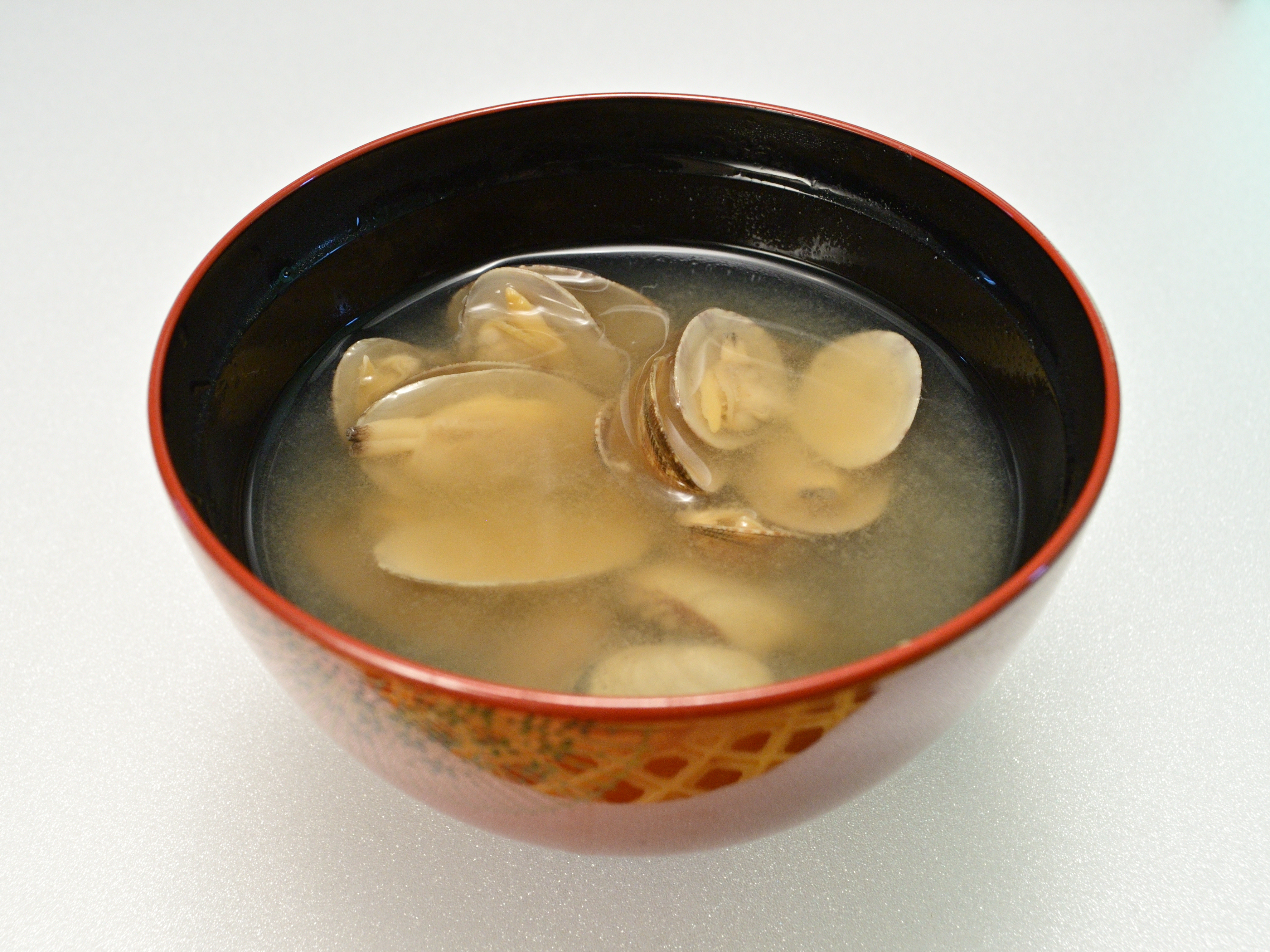
アサリ

### 道具
- 味噌漉し -- 穴の空いた円筒形またはU字形で、味噌汁を作る際に、味噌を最後に入れるときにとき易く、また玉になった味噌の場合には全部溶けるように使う道具。西洋料理でも使う半球形の網を代用することもある。
- 棒 -- 味噌をこす際に使う棒。木製のレンギと言って味噌漉しと合わせて売っていることがある。味噌漉しが半球形の網の場合はお玉で代用することもある。
- 鰹節削り -- 鰹節を削ってから出汁を取ると風味がよい。

## バリエーション

### 沖縄県の「みそ汁」

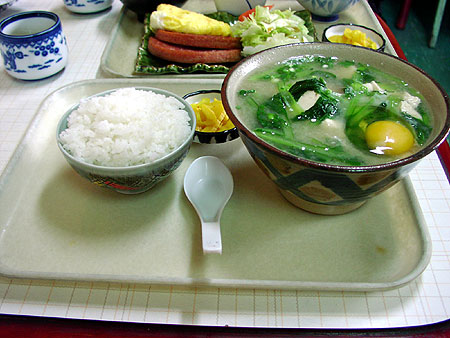
沖縄県の「みそ汁」

沖縄県の食堂には「みそ汁」というメニューがある。これは大きな丼に豚肉、ポーク（ランチョンミート）、ソーセージ、豆腐、かまぼこ、野菜類、鶏卵などが入った具だくさんの味噌汁で、特に「定食」と表記されていなくても、ご飯や香の物、時には副菜と共に供される。
なお、沖縄県のみそ汁では調理時に油を入れるのが普通であり、実に肉が含まれない場合はラードやマーガリンを加えるなどする。これは沖縄人好みの「あじくーたー（濃厚な味）」になると同時に、野菜を軟らかく煮るのに効果があるという。また豚肉、かまぼこ、こんにゃく、しいたけなどを白味噌仕立てにしたイナムドゥチや、魚汁（さかなじる）という魚（まるごと、あるいはぶつ切り）を実とした味噌汁などもポピュラーである。

### 台湾の「味噌湯」
味噌󠄀汁は、日本統治時代に台湾に広まり、台湾では「味噌湯」と呼称される。台湾語は、日本語の発音に続いて「味噌」という言葉を「mí-sòoh」と発音する。（台湾語：味噌󠄀湯、ローマ字：mí-sòoh-thng）または「豆醬湯」（台湾語ローマ字：tāu-tsiùnn-thng）と呼ばれる。主に大衆食堂で提供され、日本の味噌汁よりも薄めの味付けになっている。

### 朝鮮料理における味噌を使った野菜スープ
朝鮮半島にはキムチを漬ける際に残った葉材を利用した日本の味噌汁に似た白菜・大根の葉を用いた「ウゴジクッ(우거지국)」（生野菜を茹でた「ウゴジ」）や「シレギクッ(시래기국)」（干した野菜をもどした「シレギ」）などがある。

## 即席味噌汁

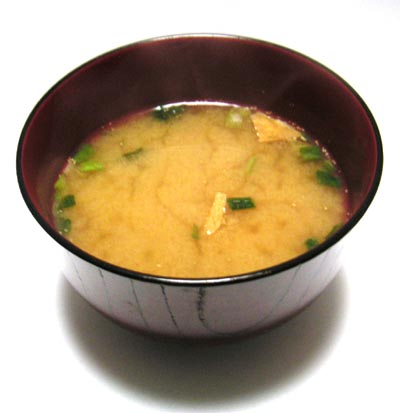
インスタント味噌汁

携行可能と言う意味での最初の即席みそ汁は芋がら縄である。
湯を注いですぐに作れると言う意味では、江戸時代の「叩き納豆」が元祖である。このほかに、ローカルなものして、鰹節を用いた茶節（鹿児島県）やカチューユー（沖縄県）が存在しており、これらは現在も作られている。
現代では1974年（昭和49年）に、インスタント味噌汁が発売された。フリーズドライの実と味噌（顆粒状）のパックを手持ちの椀に入れて熱湯をかけるだけで一杯分の味噌汁が準備できるため、単身者や料理の時間がない消費者から受け入れられ、インスタントみそ汁シリーズの拡充や各社から同様の製品が発売された。後の1981年（昭和56年）には、生の味噌をパックに封入した製品が全国に向けて発売され、関西地方ではトップシェアが交代するほどのヒット商品となった。
その後、インスタント味噌汁は生味噌を用いた製品が主流となった。現在は老舗の味噌醸造メーカーもインスタント味噌汁を発売し、豚汁や殻付きのアサリが入った紙やプラスチック製のカップ入りのものや、一つの袋に生味噌や実が封入された安価なものなど、品揃えも豊富になっている。一部の牛丼チェーン店では、小分けはされていないものの同様の手順で準備できる味噌汁を提供している。
1990年代には紙パックに封入されたみそ汁をストローで飲むという奇抜なスタイルが提案されたが、消費者に受け入れられることはなく短命に終わった。また、懐中汁粉のアレンジとして、乾燥させた餡やあられの代わりに粉末の味噌や乾燥ワカメ、ネギを加えた物もある。懐中汁粉同様にお椀に入れて湯を注ぐと、インスタントの味噌汁ができ、最中の皮がふやけて麩の代わりとなる。味噌汁の具を増やすための乾燥させた具も市販されている。